# 金敏夫
金 敏夫（キム・ミンブ、朝鮮語: 김민부/金敏夫、1941年 - 1972年10月27日）は、大韓民国の詩人、放送作家。

## 生涯
釜山出身。釜山高等学校在学中、1956年に詩集『壺』を発表、そのほか1957年に東亜日報の新春文芸に詩が当選するなどし、詩壇に登場した。そのほか、『待つ心』の作詞者としても知られている。ソラボル芸術大学（現・中央大学校）を経て、東国大学校卒業後の1962年に釜山文化放送に入社しプロデューサーとして活動し、1965年にソウル文化放送に移り、その後東亜放送、東洋放送などで放送作家として活動した。1972年10月27日、自宅で石油ストーブによる火災で火傷を負い、入院していたが2日後に33歳で死去した。自宅で妻と喧嘩し、石油ストーブを蹴ったという故意だという説もあるが、明確な死因は明らかでない。

## 死後
追慕詩集『일출봉에 해뜨거든 날 불러주오』が出版されたほか、2011年より、金敏夫文学祭運営委員会の主催により金敏夫文学祭が開かれている。